# Marino Correale
Marino Correale (... – 1499 ca.) è stato un funzionario e politico italiano, della prima metà del Quattrocento, legato alla Casa d'Aragona.
Fu creato consigliere e cameriere del re, da Alfonso V d'Aragona, grazie all'intercessione del fratello Gabriele Correale -paggio e cavallerizzo di Alfonso "il Magnanimo"- duca di Sorrento, Vico, Massa e Castellammare, oltre che ancora marchese di Gerace..
Avrebbe avuto forse un incarico di comandante di una galea contro i genovesi
Alfonso per i suoi meriti gli assegnò la gestione di una serie di castellanie in Puglia e in Calabria oltre ad alcuni feudi, tra cui la contea di Terranova e le baronie di San Giorgio e Grotteria. Suoi possedimenti furono anche Melicucco, Cinquefrondi, che egli donò a Raimondo Correale e in seguito Oppido e Gioia Tauro, acquistata dal re nel 1486.
Nel settembre del 1497 re Federico, tutto teso a stringere attorno a sé quanti baroni gli dimostrassero la loro fedeltà lo nominò viceré di Calabria Ultra.
A Bitonto traccia della sua committenza la ritroviamo nel torrione quattrocentesco. All'interno della struttura ossidionale si sono riscontrate le armi nobiliari di Marino Correale sui capitelli delle coloninne del camino posto al piano nobile, nella sala ottagonale.